# Wiesław Laskowski
Wiesław Marek Laskowski (ur. 24 lutego 1978 w Wejherowie) – polski profesor fizyki. W kadencji 2020–2024 i 2024–2028 prorektor Uniwersytetu Gdańskiego.

## Życiorys
Ukończył w 1997 I Liceum Ogólnokształcące im. Króla Jana III Sobieskiego w Wejherowie, w 2002 studia na Wydziale Matematyki i Fizyki Uniwersytetu Gdańskiego. Stopień doktora nauk fizycznych uzyskał w 2007 na podstawie rozprawy „Nieklasyczne korelacje układów złożonych z wielu kubitów”. W okresie 2009–2010 odbył staż w monachijskim Ludwig-Maximilians-Universität. W 2014 uzyskał stopień doktora habilitowanego w zakresie fizyki. Tytuł profesora nauk ścisłych i przyrodniczych otrzymał w 2020.
Prowadzi badania z zakresu podstaw mechaniki kwantowej i teorii kwantowej informacji, w szczególności teorii splątania kwantowego.
Autor przeszło 60 prac naukowych. Współpracuje z naukowcami z Ludwig-Maximilians-Universität w Monachium i Atommagkutató Intézet w Debreczynie. Kierował projektami badawczymi Narodowego Centrum Nauki, Fundacji na Rzecz Nauki Polskiej oraz międzynarodowym projektem w programie Narodowego Centrum Nauki i Deutsche Forschungsgemeinschaft.
W latach 2016–2020 prodziekan ds. nauki i rozwoju na Wydziale Matematyki, Fizyki i Informatyki UG. Od 2020 pełni funkcję prorektora Uniwersytetu Gdańskiego ds. badań naukowych. Przewodniczący Rady Krajowego Centrum Informatyki Kwantowej.